# Фурцева, Мария Андреевна
Мария Андреевна Фурцева (8 января 1925, с. Степное, Троицкий округ, Уральская область — 16 ноября 1998, с. Большой Бугодак, Челябинская область) — советский передовик производства в сельском хозяйстве. Герой Социалистического Труда (1966).

## Биография
Родилась 8 января 1925 года в селе Степное (ныне — Верхнеуральский район Челябинской области) в крестьянской семье.
В 1941 году, по окончании шести классов сельской школы, начала свою трудовую деятельность свинаркой на свиноферме в селе Степное, Верхнеуральского района.
После окончания войны с 1951 года назначена — бригадиром свинофермы. Бригада под руководством М. А. Фурцевой стабильно перевыполняла производственный план при высокой сохранности поголовья свиней. Так, во 2-м квартале 1960 года бригада М. А. Фурцевой получила — 3150 поросят, в 1965 году — 9400 (при плане 6000), а в 1966 году перекрыла все эти показатели.
В 1960 году «за отличие в труде» Указом Президиума Верховного Совета СССР М. А. Фурцева была награждена Орденом Трудового Красного Знамени.
22 марта 1966 года Указом Президиума Верховного Совета СССР «за выдающиеся результаты в увеличении поголовья свиней и при значительном увеличении производственного плана» Мария Андреевна Фурцева была удостоена звания Героя Социалистического Труда с вручением Ордена Ленина и золотой медали «Серп и Молот».
С 1966 по 1980 годы М. А. Фурцева — бригадир свинофермы № 1 совхоза «Уральский» села Степного и наставник молодёжи. Более 20 её учеников стали передовиками производства.
Помимо основной деятельности М. А. Фурцева была избрана в 1966 году — депутатом Верхнеуральского районного Совета депутатов трудящихся.
Умерла 16 ноября 1998 года в селе Большой Бугодак Верхнеуральского района Челябинской области. Похоронена там же.

## Награды
- Медаль «Серп и Молот» (22.03.1966)
- Орден Ленина (22.03.1966)
- Орден Трудового Красного Знамени (1960)
- Медаль «За доблестный труд в Великой Отечественной войне 1941—1945 гг.»